# Инглези, Дмитрий Спиридонович
Дмитрий Спиридонович Инглези или Иглези (греч. Δημήτριος Ιγγλέσης; 1771, Кефалиния, Ионические острова — 30 марта 1846, Одесса) — греческий моряк и корсар, один из спонсоров Греческой революции, российский хлеботорговец, городской голова Одессы (1818—1821).

## Биография
Дмитрий Инглези родился около 1771 года на греческом острове Кефалиния, Ионические острова, бывшими тогда венецианскими владениями.
По семейному преданию, род вёл своё происхождение от английского баронета Вильгельма Брауна, переселившегося в XVI в. в Венецию, затем на Кефалинию. Фамилия возникла от греческого прозвища «Инглезос» («англичанин»).
Аристократические фамилия Инглези(с) прослеживается в Libro d’ Oro (Золотая книга нобилитета) острова Кефалиния и острова Керкира.
После кончины отца, Дмитрий Инглези, вместе со своим дядей переехал в Россию, поселившись в Таганроге.

## Русско-турецкая война (1787—1791)
Ровно через месяц после объявления турками войны России 13 августа 1787 года, Инглези вступил 13 сентября волонтёром на службу в российский флот, и первое время состоял в греческой команде на гребных судах. Согласно формулярному списку, Д. Инглези принимал участие в военных походах «в Чёрном море и сделал четыре регламентные кампании», в сражениях против турецкого флота в 1788—1792 гг.
Инглези вооружил в Таганроге в 1787 году свой крейсерский корабль, под фривольным именем «Панагия Деспинис» (греч.  Παναγία Δεσποινίς  -Богородица Барышня десятью четырёхфунтовыми и четырьмя трёхфунтовыми пушками. Капер Инглези нанёс немалый урон турецкому торговому флоту и создал серьёзные проблемы турецкому мореплаванию. Из пятидесяти человек экипажа «Панагии Деспинис» среди матросов не было ни одного русского. Это было одно из условий греков — служить не на русских, а на греческих судах.
Имя Инглези несколько раз встречается в письмах князя Потёмкина, причём последний всегда говорил о нём с восторгом. «О поступках сего грека особый рапорт здесь прилагаю», — писал он в письме императрице от 4 марта 1788 года.
В рапорте Потёмкина говорилось об успешном разведывательном плавании греческого судна «Панагия де Дусено» под командованием шкипера Гле́зи (Инглези). Выйдя из Ахтиара, Инглези не только разведал неприятельский берег, но и захватил под Гаджибеем большое турецкое судно. Возле Очакова корабль Инглези подвергся обстрелу и нападению турецких кораблей, но благополучно добрался до Ахтиара (будущий Севастополь).
Потёмкин просил «для лучшего сих корсаров к службе Вашего Императорского Величества поощрения» присвоить ему чин мичмана. В конечном итоге Потёмкин сам присвоил Иглези это звание: «Видно, что грек, который взял в Хаджибее судно, а тобою произведен мичманом, отревожил весь тот берег и до самого Очакова, что пальба их везде слышна была» — отвечала императрица. Через некоторое время Потёмкин вновь докладывал императрице: «Мой мичман Глези уже в третий раз себя показал. Пожалуйте ему володимерский крест…».
29 апреля 1788 года Инглези, крейсируя у берегов Восточной Румелии, захватил два турецких судна. Одно судно с товарами привёл в Ахтиар, а второе потопил у берегов Румелии.
Вскоре просьба Потёмкина была удовлетворена, и мичман Инглези был награждён орденом Святого Владимира 4-й степени.
В октябре 1788 года Инглези, в чине капитана, принял участие в разведке устьев Днестра и Дуная, а также в поисках потерявшегося корабля «Корсар». Об этом говорится в одном из писем Иосифа де Рибаса.
После окончания войны в декабре 1791 года, 29 сентября 1792 года, Инглези был уволен от службы, в чине капитана, по собственному прошению.

## Ионические острова
После занятия его Родины, Ионических островов, русскими войсками в 1799 году, Д. Инглези приложил усилия и средства для обеспечения российских войск провиантом.
После прибытии в 1805 году в Одессу он получил поручение от военного губернатора де Ришельё нанять купеческие суда для перевозки войск и продовольствия на о. Корфу. Исполняя возложенные на него обязанности, он потратил из личных средств на фрахт судов и покупку продовольствия более 10 тыс. голландских червонцев.
Командование сухопутными войсками принял генерал-майор Папандопуло, Эмануил Григорьевич, грек по происхождению. Подготовку обороны острова Святая Мавра (как тогда именовали остров Лефкас) от, ожидаемого в 1804—1807 годах, нападения Али паши, взяли на себя греки на российской службе граф Георгий Мочениго, родом с острова Закинф, и граф Иоанн Каподистрия, уроженец острова Корфу (Керкира) и будущий правитель Греции.
Знакомство с последним положило начало дружбе, которая продолжилась до убийства Каподистри.
Став купцом 1-й гильдии Д. Инглези основал свой торговый дом в Одессе в 1805 году.
При основании 26 ноября 1808 года Одесского коммерческого суда, он был избран одним из его членов. Эту должность он занимал до 1811 года. В том же году он был назначен членом Одесского строительного комитета, и участвовал в его работе до 1821 года.

## Отечественная война 1812 года
С началом Отечественной войны 1812 года, в Одессе начался сбор пожертвований для ведения войны. Генерал-губернатор Ришельё собрал 40 тысяч рублей, дворяне Одессы собрали 28 тысяч рублей, остальное русское население собрало 94 тысяч, иностранцы 18 тысяч, греческая община собрала 100 тысяч рублей (36 % от общей собранной суммы), выражая тем самым свою преданность России. После того как в Новороссийской губернии стал формироваться добровольческий корпус, Инглези, месте с другим греком Серафимом, вновь отличились, пожертвовав корпусу по 3 тысячи рублей каждый.
В корпус вступило большое число греческих жителей Одессы, в то время как греческие добровольцы-моряки были направлены на Российский флот. К 1813 году свыше 15 тысяч греков воевали под флагами России, Австрии и Британии.
В 1812—1813 гг. Д. Инглези состоял попечителем Одесского городского госпиталя, для нужд которого, а также для строительства церкви при нём, он собрал более 20 тысяч рублей. Во время «моровой язвы» в 1813 года в Одессе, Инглези был комиссаром в шести кварталах, «где неусыпно стараясь о прекращении язвы, снабжал бедных и неимущих всем нужным для пропитания из собственного достояния. В то же время при крайнем недостатке продовольствия в городе, доставил оное на собственно им открытые средства».

## Греческое торговое училище Одессы и Филики Этерия
В 1815 году Инглези пожертвовал значительную сумму денег на строительство больницы и церкви для греческой общины в Одессе.
В августе 1817 года греческие купцы основали «Греческое торговое училище Одессы». Училище начало свою деятельность в сентябре 1817 года и насчитывало 170 студентов. Д. Инглези был среди учредителей и меценатов училища. Д. Инглези был в составе управляющего комитета училища, членами которого имели право быть купцы 1-й и 2-й гильдии, а также выпускники университетов, с годовым вкладом в фонд училища не менее 300 рублей.
Действительная инициатива в создании училища, скорее всего, принадлежит тайному греческому революционному обществу Филики Этерия, созданному в Одессе в 1814 году.
Греческий историк И. Филимон представил список членов Филики Этерия. Согласно Филимону, с 1816 по 1821 год в организации состояло 692 человек, из них 238 были купцами. Среди последних 75 купцов были одесситами.
В силу тайного характера организации, не удаётся перепроверить в греческих источниках столь детальное (к тому же очевидно недружелюбное, по отношению к гетеристам, кроме Инглези) свидетельство, так как оно описывается в одном из российских источников:
На Греческом базаре близ Полицейской ул. Д. Инглези владел большим домом. В нём неоднократно собирались члены общества «Филики Этерия», в которое входил и хозяин дома. «Это общество, — писал современник, — возникло в Одессе лишь недавно. Здесь его руководителями (или эфорами, ибо именно так они себя называют) были купцы Инглези, Амброзио, Кумбари, Ксеникс, Маразли, Серафино и др. Все они являлись людьми самого низкого происхождения, все (кроме Инглези, честного и порядочного человека) пользуются дурной славой у общества и, конечно, в силу своего происхождения, нравов и круга знакомства, по-видимому, не предназначены быть руководителями заговора».

## Городской голова
За активную общественную деятельность 18 июня 1818 года Д. Инглези был награждён орденом Св. Владимира IV степени.
В течение XIX столетия греки 6 раз становились во главе города: Иоанн Кафеджи (1800—1803), Иван Амвросий (1806—1809), Дмитрий Инглези (1818—1821), снова Иван Амвросий (1821—1824), Константин Папудов (1842—1845), Маразли, Григорий Григорьевич (1878—1896) (В общей сложности 33 года).
Это было результатом не столько числа греков (греческое население Одессы никогда не превысило в процентном отношении порог 10 %, достигнутый в начальный периода города (согласно переписи 1795 и 1797 годов)), сколько экономического и общественного влияния греков в городе.
Д.Инглези стал городским головой в 1818 году и исполнял свои обязанности по 1821 год. Примечательно, что эту должность, как указано в формулярном списке, он занял «по желанию всех граждан» города.

## Греческая революция
Когда Александр Ипсиланти провозгласил в Яссах начало Освободительной войны Греции и из Одессы к нему начали направляться греческие добровольцы, греческая община города, 24 февраля 1821 года, начала сбор средств. Самую большую сумму пожертвовал купец А. Кумбарис — 200 тысяч рублей. Инглези пожертвовал 4 тысячи дукатов. Сумма всех остальных пожертвований общины составила 100 тысяч рублей.
11 марта 1821 года А. Ипсиланти направил в адрес Инглези послание из города Фокшаны, в котором выражал ему благодарность за высланные из Одессы повстанцам 20 тысяч рублей.
При этом следует учитывать, что после того как российский император Александр I отмежевался от движения гетеристов и Ланжерон получил 28 марта 1821 года от императора соответствующие инструкции, Ланжерон объявил грекам Одессы, что император не одобряет действия Ипсиланти и что им не следует оказывать поддержку повстанцам.
После Хиосской резни в 1822 году усилился приток греческих беженцев в Одессу, которым Д. Инглези, будучи членом одесского греческого Комитета содействия беженцам с 1821 года, оказывал всестороннюю помощь, не только собирая на эти нужды пожертвования, но и жертвуя значительные собственные средства.
Комитет содействия греческим беженцам просуществовал до 1831 года.
В 1827 году, после того как Каподистрия принял предложение стать правителем Греции, он предпринял поездку в ряд европейских столицы. Из Петербурга Каподистрия обратился к греческой диаспоре оказать содействие, ещё сражающейся, Греции. Общины Москвы и Одессы откликнулись на призыв. Имя Инглези вновь упоминается среди греков диаспоры, пожертвовавших большие средства в помощь Греции. 28 июля 1827 года Каподистрия обратился с письмом лично к Инглези, чтобы тот убедил соотечественников в Одессе Мавроса, Маразлиса, Серафиноса, Ангелоса внести пожертвования для укрепления крепостей в освобождённых регионах Греции. Инглези исполнил просьбу Каподистрии и было собрано ещё 150 тысяч франков.
По прибытии в Грецию Каподистрия в своём письме к Инглези описал трагическую положение, в котором находилось население ещё сражающейся Греции, с просьбой оказать содействие в развитии экономики. Сразу последовал сбор пожертвований. Было собрано 400 тысяч рублей, которые были посланы греческому правительству.
В 1844 году греческое правительство вручило греческим жителям Одессы Ивану Амвросию, Александру Кумбатису и Дмитрию Инглези, высшую государственную награду Орден Спасителя, в знак признания за вклад в Освободительную войну 1821—1829 годов и возрождение Греции.

## Последние годы
Ещё с 1822 года Д.Инглези стал членом Комиссии по устройству в Одессе порто-франко. Таким образом, двое выдающихся предпринимателей начала XIX в., Г. И. Маразли и Д. С. Инглези, стояли у истоков свободной торговой зоны в Одессе, ставшей залогом процветания этого города.
По окончании русско-турецкой войны 1828—1829 гг. Инглези приложил значительные усилия по доставке в Одессу строительных материалов для мощения городских улиц.
В середине 1830-х гг. обороты фирмы Инглези достигали 2 млн руб. в год.
«Во время неурожая 1833 года, когда для спасения жителей от голода должен был без отлагательства приступить к заготовлению и доставлению хлеба, первый предложил свои на это услуги. Заготовил и доставил хлеб в нуждавшиеся места благовременно, содействовал тем отвращению самого бедствия».

## Семья
Д. Инглези был женат на Екатерине Зоевне Кучовской (1795—1880), которая многие годы состояла членом Одесского женского общества призрения бедных. У четы было шестеро детей: Анна (20.11.1819 г. — ?), Спиридон (13.01.1823, Одесса — ?), Дмитрий (13.11.1820, Одесса — 1904), Александр (20.08.1826, Одесса — 09.03.1903), Аристид (1834 г. — ?), Мария (в замужестве Артимова).
Из всех детей Д. С. Инглези наиболее известными в России стали двое его сыновей, Дмитрий и Александр, которые проявили блестящие деловые способности. В 1849 году они приобрели в Оргеевском уезде Бессарабской области имение в селе Татарешты. Это имение, располагавшееся около Кишинёва, стала образцом для многих помещиков Бессарабии. Во второй половине XIX в. А. Д. Инглези стал одним из крупнейших производителей табака в России, который он начал выращивать в 1858 году. Его табак отличался особенно высоким качеством, что позволяло в те годы с лёгкостью продавать его по 20 рублей за пуд. В 1861—1862 гг. он арендовал в Кишинёве склад у купца Лонгады и открыл фирму в Одессе, в надежде расширить свою торговлю. Однако в 1862 году в Бессарабии разразился первый табачный кризис, повлекший за собой разорение многих мелких производителей. А. Д. Инглези смог преодолеть кризис, в последующие годы блестяще наладив своё табачное производство. Инглези освоил также успешно и винодельческое хозяйство в имении Панашешты, приобретённом им в 1880-е гг. На сельскохозяйственной выставке в Лондоне вина А. Д. Инглези получили малую золотую медаль, а табак — большую серебряную. Дворянские права рода Инглези были признаны Сенатом в следующем после смерти отца году, 22 декабря 1847 года, но к числу бессарабских дворян Александр был причислен только в 1858 году.

## Награды Д. С. Инглези
Российской империи
- Орден Святого Владимира 4-й степени (1788)
- Орден Святого Владимира 4-й степени (1818)

Иностранных государств:
- Орден Спасителя офицерского креста (1844, Греция)